# Johann Friedrich Böttger
Johann Friedrich Böttger (Schleiz, 4 de fevereiro de 1682 — Dresden, 13 de março de 1719) foi um químico e alquimista alemão.
É conhecido por ser um dos primeiros produtores de porcelana na Europa. Trabalhou nos inícios da Fábrica de Porcelana de Misnia.